# Fox Comedy
FOX Comedy est une chaîne polonaise premium en Full HD du groupe FOX Polska qui diffuse des films et de séries comiques. La chaîne a été lancée le 16 janvier 2015 afin de remplacer la chaîne Fox Life.